# Caius Caecilius Metellus
Pour les articles homonymes, voir Caecilius Metellus.
Gaius Caecilius Metellus (né vers 135 av. J.-C.) est un homme politique romain du IIe siècle av. J.-C., membre de la gens des Caecilii Metelli.

## Biographie
Gaius Caecilius Metellus est le fils de Gaius Caecilius Metellus Caprarius. Il interpella le dictateur Sylla en plein Sénat lors des proscriptions pour savoir quand il y mettrait un terme, « non pas pour sauver ceux que tu as déjà désignés, mais pour rassurer ceux que tu as décidé d'épargner »,.
Son jeune frère était Quintus Caecilius Metellus Creticus qui fut consul en 69 av. J.-C.